# Bruno Armirail
Bruno Armirail (ur. 11 kwietnia 1994 w Bagnères-de-Bigorre) – francuski kolarz szosowy.

## Osiągnięcia
Opracowano na podstawie:

2013
- 2. miejsce w mistrzostwach Francji U23 (jazda indywidualna na czas)
- 2. miejsce w Chrono des Nations U23

2014
- 1. miejsce w mistrzostwach Francji U23 (jazda indywidualna na czas)

2015
- 2. miejsce w światowych wojskowych igrzyskach sportowych (drużynowy wyścig ze startu wspólnego)

2017
- 1. miejsce w klasyfikacji górskiej Tour de Gironde

2018
- 3. miejsce w Duo Normand

2020
- 3. miejsce w mistrzostwach Francji (jazda indywidualna na czas)

2021
- 3. miejsce w Mercan'Tour Classic Alpes-Maritimes
- 2. miejsce w mistrzostwach Francji (jazda indywidualna na czas)
- 2. miejsce w Tour Poitou-Charentes en Nouvelle-Aquitaine

2022
- 1. miejsce w mistrzostwach Francji (jazda indywidualna na czas)

## Rankingi
| Rok             | 2017  | 2018  | 2019  | 2020 | 2021 | 2022 | 2023 | 2024 |
| --------------- | ----- | ----- | ----- | ---- | ---- | ---- | ---- | ---- |
| World Ranking   | 1092. | 1355. | 1126. | 382. | 306. | 260. | 197. | 246. |
| UCI Europe Tour | 697.  | 839.  | 797.  | 314. | 259. | 212. | -    | -    |
|                 |       |       |       |      |      |      |      |      |
| Źródło: UCI     |       |       |       |      |      |      |      |      |